# Utrechts Symfonie Orkest

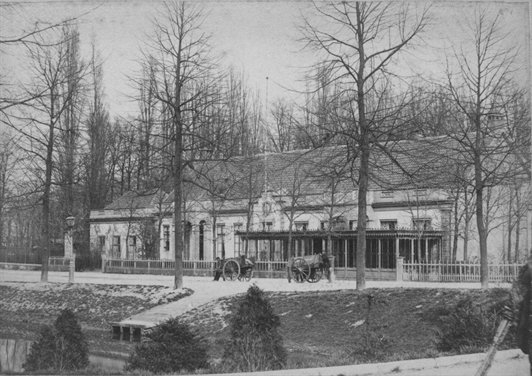
De concertzaal van sociëteit Tivoli was tot 1955 de thuisbasis van het USO.

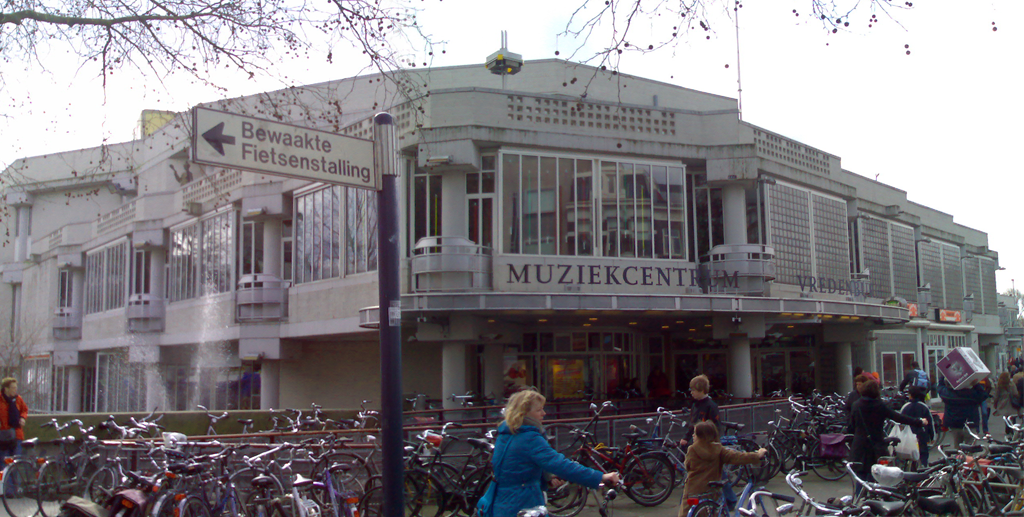
Het USO concerteerde van 1979 tot de opheffing in het Muziekcentrum Vredenburg.

Het Utrechts Symfonie Orkest is een voormalig symfonieorkest dat van 1894 tot 1985 in Utrecht heeft bestaan. Tot 1946 droeg het de naam Utrechts Stedelijk Orkest.

## Geschiedenis

### Ontstaan

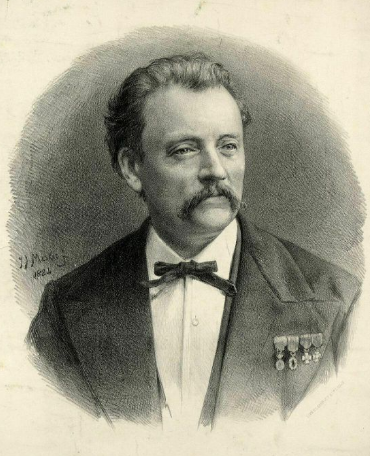
Richard Hol leidde de 'stadsconcerten' van 1862 tot 1904

Het orkest werd in 1894 opgericht en kwam voort uit het Muziekkorps van de Utrechtsche Schutterij, dat ongeveer een eeuw eerder ontstaan was, en het Collegium Musicum Ultrajectinum, dat sedert 1631 concerten verzorgde. Beide ensembles werkten in de negentiende eeuw al samen. Concerten van het Muziek College, de 'stadsconcerten', werden vanaf 1847 gegeven in het nieuwe Gebouw voor Kunsten en Wetenschappen aan de Mariaplaats. De dirigenten Johann Hermann Kufferath, werkzaam tussen 1830 en 1862, en Richard Hol (1862-1904) bouwden met succes aan een bloeiend concertleven in de Domstad. Onder hun bewind kwamen belangrijke solisten als Joseph Joachim, Clara Schumann en Henryk Wieniawski naar Utrecht, terwijl Robert Schumann en Johannes Brahms er eigen werk dirigeerden.
De schutterij concerteerde sinds 1872 in haar nieuwe zaal Tivoli. Het artistieke niveau steeg toen in 1892 Wouter Hutschenruyter tot dirigent werd benoemd. Twee jaar later fuseerden beide ensembles tot het Utrechtsch Stedelijk Orkest (USO). Hutschenruyter werd de eerste dirigent.

### Groei
Onder Hutschenruyters leiding groeide het orkest spoedig in omvang en aanzien. De dirigent ontplooide een duidelijke visie op het concertleven in Utrecht. Er werden 'volksconcerten' gegeven, die brede lagen van de bevolking met de klassieke muziek in aanraking moesten brengen. Daarnaast waren er concerten met baanbrekende nieuwe muziek, onder meer van Richard Strauss, Gustav Mahler en Max Reger. Het orkest werkte in 1903 mee aan de eerste uitvoering in Nederland van Mahlers Derde Symfonie door de Arnhemsche Orchestvereeniging (nu Het Gelders Orkest) en in 1906 zelfs bij de wereldpremière van Mahlers Zesde Symfonie in Essen.
Naast het USO bleef de Schutterij aanvankelijk nog eigen concerten verzorgen. Die werden vanaf 1907 door een blazersensemble uit het USO overgenomen.

### Nieuwe wegen

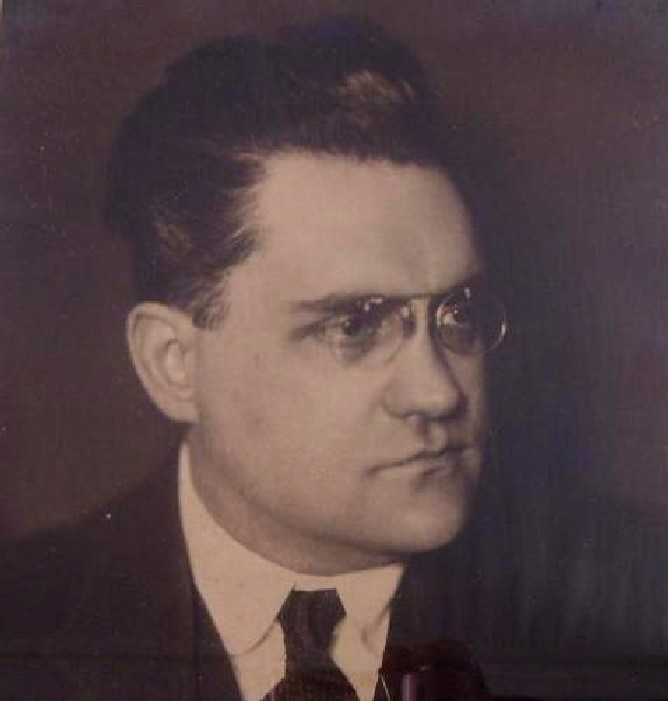
Jan van Gilse, dirigent van 1917 tot 1922.

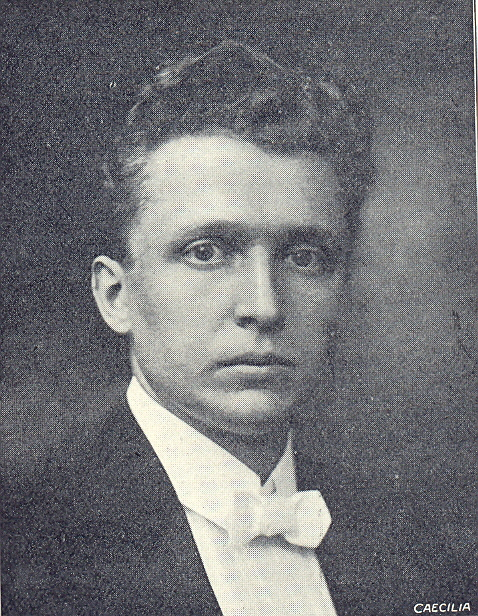
Evert Cornelis, dirigent van 1922 tot 1931.

In 1917 werd de componist Jan van Gilse de nieuwe dirigent van het orkest. Hij had zijn opleiding in Duitsland genoten en was een kundig en betrokken dirigent. Hij kwam echter al snel in aanvaring met collega-componist Willem Pijper, die als recensent van het Utrechts Dagblad een felle campagne tegen de nieuwe dirigent ontketende. Van Gilse zou een te pro-Duitse muzikale koers varen, terwijl Pijper juist Fransgezind was geworden. De diepere achtergrond was een langdurig meningsverschil over de bespeling van zaal Tivoli, waarvan het bestuur een belangrijke rol speelde bij het USO. Van Gilse verweet dit bestuur een belangentegenstelling, omdat het tegelijk de zeggenschap had over de zaal (in de rol van verhuurder) en het orkest (als huurder). Willem Pijper had hierin ondubbelzinnig de kant van het Tivoli-bestuur gekozen.
De strijd liep zo hoog op, dat Van Gilse in 1922 teleurgesteld zijn ontslag indiende en zelfs geen afscheidsconcert meer dirigeerde. Zijn opvolger als chef-dirigent werd Evert Cornelis, die - eveneens door een conflict - drie jaar eerder zijn baan als tweede dirigent van het Concertgebouworkest had verloren. De veelzijdige programmering die hij daar had nagestreefd, kon hij nu voluit ontwikkelen. Onder zijn leiding werd in Utrecht veel muziek van moderne componisten van de Franse school gespeeld. Daarnaast introduceerde hij werk van onder meer Igor Stravinsky, Arthur Honegger, Béla Bartók, Zoltán Kodály en Arnold Schönberg in Utrecht.
Op 21 november 1923 werd een concert van het Utrechts Stedelijk Orkest rechtstreeks uitgezonden door de Nederlandsche Seintoestellen Fabriek. Het was de eerste maal dat een concert van een symfonieorkest op de Nederlandse radio te beluisteren was; het Concertgebouworkest volgde een half jaar later.
Na Cornelis' overlijden in 1931 namen Albert van Raalte en Eduard van Beinum het dirigentschap enige tijd waar. De sollicitatie van Paul van Kempen liep op niets uit en in 1932 nam Henri van Goudoever de leiding op zich. Voortbouwend op Cornelis' arbeid maakte hij vooral veel werk van de educatieve taken van het orkest en voerde hij met succes werken uit van de toen nog weinig gespeelde Anton Bruckner. Tussen het orkest en Van Goudoever, die zich steeds meer in esoterie verloor, klikte het echter niet. 60 orkestleden zegden in het voorjaar van februari 1937 het vertrouwen in hem op, zodat hij na een bezinningsperiode van drie maanden afscheid nam. Daarna werden twee dirigenten benoemd: Carl Schuricht en Willem van Otterloo. De laatstgenoemde, al sinds 1932 cellist bij het orkest, was in 1934 tot tweede dirigent benoemd. In 1939 vertrok Schuricht en werd Van Otterloo de enige chef-dirigent.
Onder Van Otterloo kwam het orkest de moeilijke oorlogsperiode door. Om opheffing van het orkest en Arbeitseinsatz van de musici te voorkomen, werd opgetreden voor een Duitse propagandazender. Daardoor mocht Van Otterloo, hoewel hij niet Duitsgezind was, na de zuivering pas in 1946 terugkeren als chef-dirigent.

### Nieuwe naam
Na de bevrijding veranderde de grondslag van het USO. Het was niet langer een louter door de stad Utrecht gesubsidieerd orkest, maar kreeg ook een provinciale taak. Om die te onderstrepen werd de naam gewijzigd in Utrechts Symfonie Orkest (1946), zodat de intussen ingeburgerde afkorting USO gehandhaafd kon blijven. De oude concertzaal Tivoli aan de Kruisstraat werd in 1955 vervangen door een houten gebouw met dezelfde naam in park Lepelenburg.
Van Otterloo vertrok in 1949 naar het Residentie Orkest. Onder het lange dirigentschap van Paul Hupperts (1949-1978) werd het USO een van de gewaardeerde provinciale orkesten in Nederland. Daartegenover stond dat de grote naam die het USO in de eerste decennia van zijn bestaan had opgebouwd, niet langer waargemaakt kon worden. Waar andere orkesten in Nederland (vooral het Concertgebouworkest en het Residentie Orkest) in de jaren vijftig door lucratieve platencontracten internationale faam opbouwden, bleef het USO in dit opzicht aan de zijlijn. Alleen op het budgetlabel Musical Masterpiece Society verschenen in die periode opnamen van het orkest. Naast Hupperts werden die gedirigeerd door onder meer Walter Goehr, Henk Spruit en Ignace Neumark.

### Het einde
Het gebouw Tivoli in park Lepelenburg voldeed steeds minder als concertzaal. In het kader van de grootschalige stadsvernieuwing in het Utrechtse centrum kreeg de architect Herman Hertzberger de opdracht voor het ontwerp van een nieuw concertgebouw. Het Muziekcentrum Vredenburg werd in 1979 geopend. Het was het laatste grote wapenfeit van het orkest.
De bezuinigingsdoelstelling van de toenmalige minister van Cultuur Elco Brinkman leidde in 1985 tot het einde van het USO. Het afscheidsconcert gaf nog een première die tot veel discussie leidde: Hubert Soudant dirigeerde de 'voltooide' versie door William Carragan van de 9e symfonie van Bruckner. Het orkest werd opgeheven en samengevoegd met het Amsterdams Philharmonisch Orkest en het Nederlands Kamerorkest tot het nieuwe Nederlands Philharmonisch Orkest. Thuisbasis van het nieuwe orkest werd Amsterdam, maar het bleef aanvankelijk concerten geven in Utrecht maar inmiddels niet meer.

## Vaste dirigenten
- Wouter Hutschenruyter (1894-1917)
- Richard Hol (1894-1904)
- Jan van Gilse (1917-1922)
- Evert Cornelis (1922-1931)
- Henri van Goudoever (1932-1937)
- Carl Schuricht (1937-1939)
- Willem van Otterloo (1937-1949 en 1977-1978)
- Henk Spruit (1945-1949)
- Paul Hupperts (1949-1978)
- David Zinman (1971-1974)
- Hubert Soudant (1974-1980)
- Corneliu Dumbraveanu (1980-1985)